# هراچیا ساروخان
هراچیا لیودویگی ساروخان (ساروخانیان) (ارمنی: Հրաչյա Լյուդվիգի Սարուխան (Հրաչիկ Լյուդվիգի Սարուխանյան؛ زادهٔ ۱ ژانویهٔ ۱۹۴۷ - ۸ آوریل ۲۰۱۶) شاعر و مترجم اهل ارمنستان بود.

## زندگی‌نامه
وی در ۱ ژانویهٔ ۱۹۴۷ در مارگاهوویت، شهرستان گوگارک به دنیا آمد و از فارغ‌التحصیل گشت. عضو اتحادیه نویسندگان ارمنستان بود. وی برنده جوایزی همچون مدال موسس خورناتسی (۱۹۹۸)، چهره فرهنگی شایسته جمهوری ارمنستان و مدال طلای وزارت فرهنگ جمهوری ارمنستان است. وی در ۸ آوریل ۲۰۱۶ در سن ۶۹ سالگی در درگذشت.